# Protide

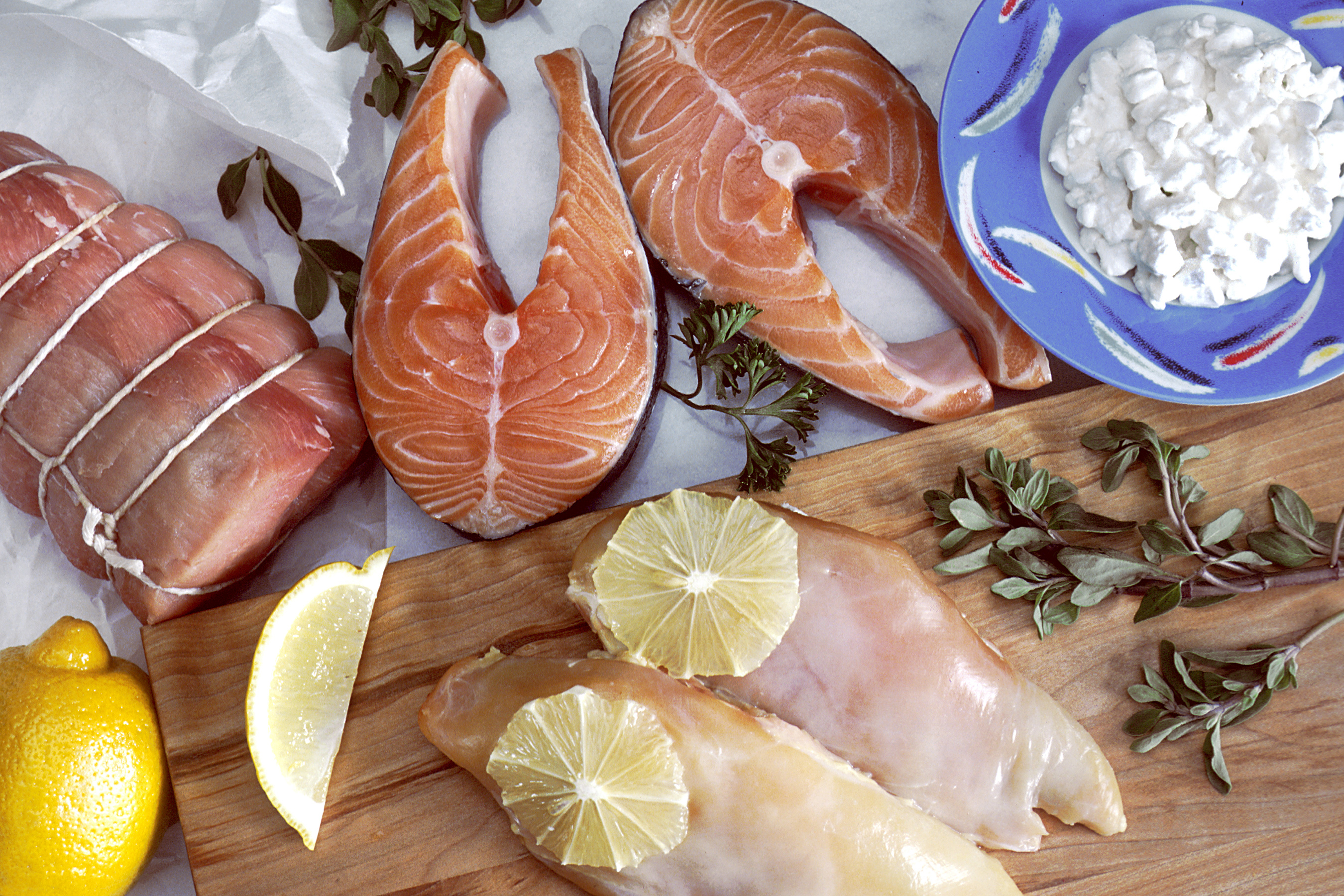
On trouve des protides notamment dans la viande.

Le terme protide désigne en biochimie, mais surtout en nutrition, l'ensemble des acides aminés des Protéines et des Peptides :
- oligopeptides ;
  - dipeptide
  - tripeptide (glutathion, hormone thyréotrope…),
  - tétrapeptide,
  - pentapeptide,
  - octapeptide (angiotensine II…),
  - nonapeptide (ocytocine…),
  - décapeptide (gonadolibérine, angiotensine I…)
- polypeptides ;
- Acides Aminés
- protéines.